# Euskal Irrati Telebista

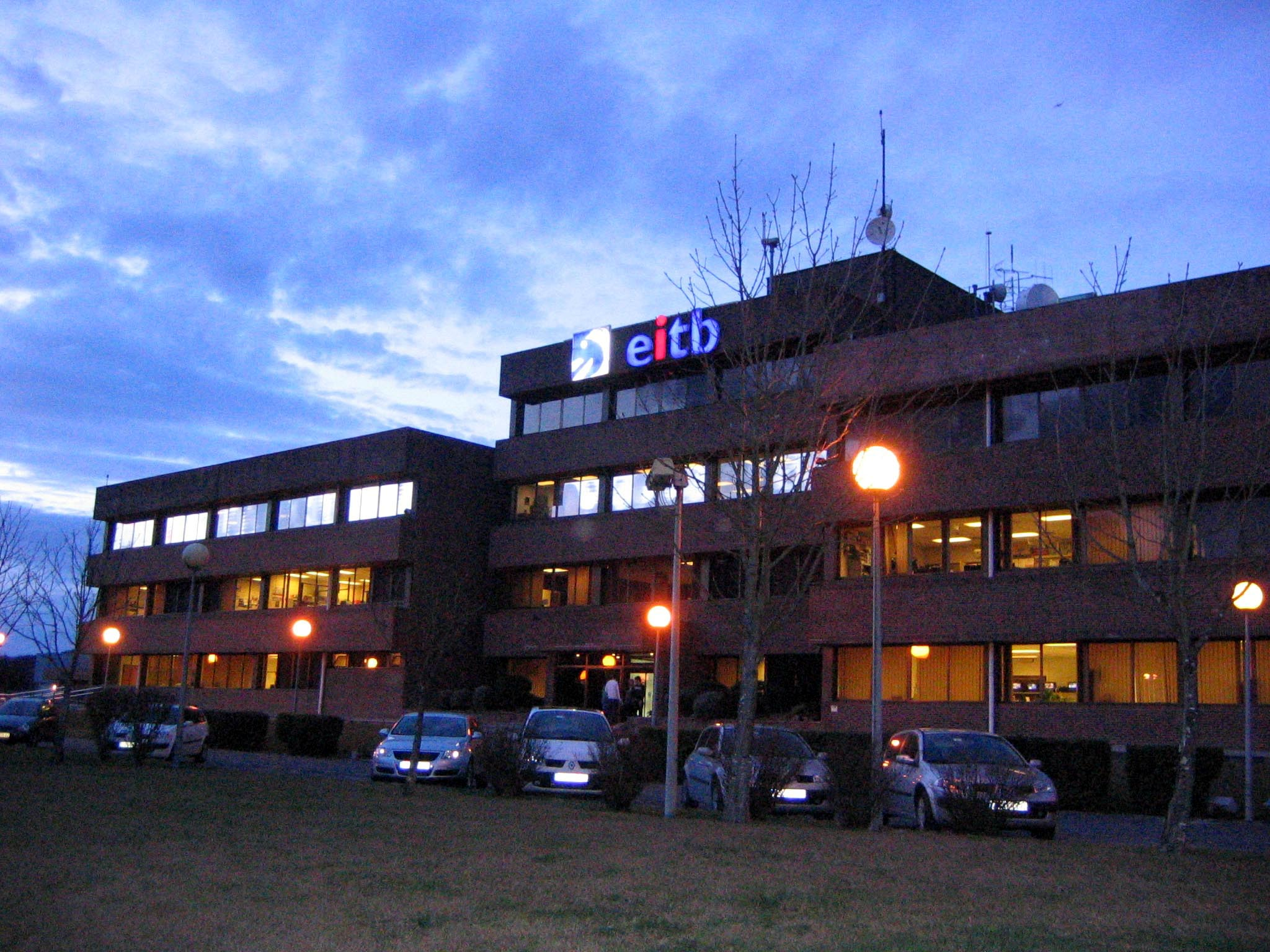
Seu d'EiTB a Iurreta

Euskal Irrati Telebista (EiTB) en català Radiotelevisió Basca és un ens públic creat pel govern basc el 1982 per a la producció i emissió de ràdio i televisió amb l'objectiu de normalitzar l'èuscar, forma part de la FORTA.

## Empreses i canals del grup
- EiTB, que engloba els serveis comuns de tot el grup. El centre emissor es troba al municipi de Iurreta (Biscaia), tot i que properament es traslladarà a Bilbao. Compta també amb un centre de producció de programes en el barri donostiarra de Miramon-Zorroaga (Guipúscoa).
- ETB, Euskal Telebista, en català Televisió Basca, és l'empresa de producció i emissió de televisió. Al centre de Miraón des d'on s'emeten 6 cadenes, ETB 1 (en euskera en SD), ETB 1 HD (en euskera en HD), ETB 2 (íntegrament en castellà en SD), ETB 2 HD (íntegrament en castellà en HD), ETB 3 (canal infantil en euskera), ETB Basque (per a tot el món amb continguts en basc i castellà que rebé el nom de Canal Vasco[2]) i el de contribució a Euskaltel Betizu (infantil). Té corresponsalies a Bilbao, Vitòria, Sant Sebastià, Baiona, Pamplona, Barcelona, Madrid, Nova York, Orient Mitjà i Brussel·les.
- Radio Euskadi, és l'emissora de ràdio convencional íntegrament en castellà amb seu a Bilbao.
- Euskadi Irratia, ràdio convencional en euskera, amb seu a Sant Sebastià.
- Euskadi Gaztea (e-gaztea), radiofòrmula musical en euskera amb seu a Sant Sebastià.
- EITB Irratia: ràdio especialitzada en música i cultura (parcialment en euskera).
- Radio Vitoria, amb seu a Vitòria, emissora adquirida pel govern basc per forjar el grup EiTB. La seva emissió és tota en castellà per a Àlaba.
- EITBNET, creada el 2004 destinada a la difusió de continguts a internet i creació i manteniment de pàgines web. La seva seu és al Parc Tecnològic de Zamudio.[3]

## Història
El 14 de juliol de 2020, el Govern Basc va aprovar un canvi de l'estructura societària del grup Euskal Irrati Telebista on es mantenia l'Ens Públic EITB i es fusionaven totes les altres empreses (Eusko Irratia, Ràdio Vitòria, Euskal Telebista i EITBNET) , en una única societat que passa a denominar-se EITB Media.